# Parque natural de Bucegi
El Parque Natural de Bucegi (en rumano: Parcul Natural Bucegi) es una área protegida (parque natural categoría V IUCN) situada en Rumanía, en el territorio administrativo de los condados Braşov, Dâmboviţa y Prahova.
El parque natural se encuentra a la parte sur-central de Rumanía, en los Montes Bucegi de los Cárpatos del Sur. Tiene una superficie de 32.663 ha y fue declarado espacio protegido por la Ley número 5 del 6 de marzo del 2000 (publicado al Monitorul Oficial número 152 del 12 de abril del 2000) y representa una zona montañosa, cuevas, cañones, cordilleras, dolinas, valles, cascadas, pastos y bosques), que protege una gran variedad de flora y fauna.

## Hábitats
Hayedos, matorrales, pastos calcáreos alpinos, ríos alpinos y vegetación herbácea, prados de heno de montaña, fuentes, vertientes rocosas calcáreas y pastos secos seminaturales.

## Reservas naturales
Zonas protegidas incluidas en el parque: Abruptul Mălăiești - Buqueșoiu - Gaura (1.634 ha) y Locul fosilifer Vama Strunga en el condado de Brașov; Cueva Cocora y Cheile Urșilor (307 ha) en el condado de Dâmbovița; y Abruptul Prahovean Bucegi (3.478 ha) y Colții lui Barbeș Mountains (1.513 ha) en el condado de Prahova.